# Проприоцепция
Проприоце́пция, проприореце́пция (от лат. proprius — «собственный, особенный» и receptor — «принимающий»; от лат. capio, cepi — «принимать, воспринимать»), также известная как кинестези́я (от др.-греч. κοινός «общий» + αἴσθησῐς — «чувство, ощущение»; фр. cénesthésie) — мышечное чувство — ощущение положения частей собственного тела относительно друг друга и в пространстве.

## Описание
Проприоцепция — это ощущение относительного положения частей тела и их движения у животных, иными словами — ощущение своего тела. Обеспечивается различными органами-проприорецепторами (в частности мышцами), информация с которых по крупным (поэтому быстропроводящим) нервным волокнам в составе периферических нервов и задних столбов спинного мозга поступает к ядрам центральной нервной системы и далее через таламус в теменную долю головного мозга, где формируется схема тела.
Здоровый человек в сознательном состоянии может чувствовать положение и движение своих конечностей. При этом способность ощущать собственное (мышечное) и внешнее (пассивное) движение примерно равны (например, плечо улавливает изменение угла в 0,5°). Человек может также достаточно точно определять сопротивление своему движению, в частности вес вещей (погрешность не больше 10 % при сравнении).
При расстройствах проприоцепции возникают сенситивная атаксия и псевдоатетоз. Так, описан (Виттгенштейн, упоминается в книге Оливера Сакса) пример потери проприоцепции вследствие полиневрита, что привело к тому, что пациентка постепенно разучилась двигаться, есть и даже переставала дышать. Возвратить к жизни её удалось путём замены проприоцепции другими чувствами, в первую очередь — для движения — зрением.
Упражнения на проприоцепцию (балансовые упражнения) занимают важное место в подготовке спортсменов и при реабилитации после травм.

## Типы мышечных чувств
Благодаря проприоцепции человек может чувствовать положение, движение и силу:
- Чувство положения — способность ощутить, под каким углом находится каждый сустав, и в сумме — положение и позу всего тела. Чувство положения почти не подвержено адаптации.
- Чувство движения — это информация о направлении и скорости движения суставов. Человек воспринимает как активное движение сустава при мышечном сокращении, так и пассивное, вызванное внешними причинами. Порог восприятия движения зависит от амплитуды и от скорости изменения угла сгибания суставов.
- Чувство силы — это способность оценить мышечное усилие, прилагаемое для движения или для удержания сустава в определённом положении.

## Кинестезия
В узком смысле слова термины «кинестезия» и «проприоцепция» совпадают, это способность ощущать своё тело в пространстве. Проприоцепция — это ощущение, возникающее в результате обработки информации от специализированного вида рецепторов — проприоцепторов. Сигналы от проприоцепторов приходят в головной мозг и дают информацию о положении мышц, суставов и сухожилий. Без такой способности человек не мог бы выполнять координированных движений с закрытыми глазами. В широком смысле слова термин «кинестезия» включает в себя также способность осознавать положение и движение тела за счёт как проприоцепции, так и сигналов от вестибулярного аппарата и зрения, которые интегрируются в мозге для получения полной информации о положении тела в пространстве с учётом окружающих предметов. Оба термина, «кинестезия» и «проприоцепция», вошли в научный обиход, хотя авторы не всегда последовательно их различают. В настоящее время нейрофизиологические исследования в этом направлении ведутся в более общем контексте так называемой многомодальной интеграции каналов восприятия собственного тела.